# Fondazione Pangea Onlus
Fondazione Pangea Onlus è una Organizzazione non lucrativa di utilità sociale italiana che nasce nel 2002. 
Lavora nell'ambito dei diritti umani per le donne, favorendone, con progetti di sviluppo e cooperazione, il riscatto economico e sociale, operando in contesti discriminanti e particolarmente segnati da povertà, emarginazione guerre e conflitti.

## Visione e missione di Fondazione Pangea Onlus
Fondazione Pangea Onlus opera nel post emergenza, con progetti dedicati al riscatto socio-economico delle donne, capaci, in situazione di particolare povertà ed emarginazione, di moltiplicare il benessere ricevuto per tutta la famiglia, apportando reale sviluppo nelle comunità in cui vivono.
La Fondazione promuove una cultura di pari dignità e rispetto, valorizzando il ruolo e la posizione delle donne e la loro partecipazione attiva alla società, nella prospettiva della promozione di una cultura di pace a partire dalla donna.

## Struttura
Fondazione Pangea Onlus è una struttura apolitica che opera in diversi paesi del mondo, avvalendosi della collaborazione di associazioni e ong partner locali che già lavorano nell'ambito dei diritti di genere e con i quali sviluppa sinergicamente i programmi.
Ha sede in Italia, a Milano e Roma.

## Metodi, strumenti e ambiti di intervento
In collaborazione con i partner locali, Fondazione Pangea Onlus realizza progetti di cooperazione utilizzando il microcredito come principale strumento di sviluppo per le donne che versano in particolari situazioni di disagio, emarginazione, povertà e discriminazione.
Le beneficiarie vengono inserite in un programma volto ad avviare attività in proprio nell'ambito dell'agricoltura, dell'allevamento, del piccolo commercio, realizzate a partire dai prestiti e gestito grazie alle attività formative previste dai progetti.
Vengono inoltre realizzati corsi di formazione professionale, gestione del microcredito, alfabetizzazione (anche per le minori), educazione e assistenza igienico sanitaria, educazione ai diritti umani, attività di sensibilizzazione.
Viene prestata particolare attenzione alla salute riproduttiva, al tema della maternità , all'assistenza al parto e alla salute dei primi mesi di vita del bambino.
Pangea realizza specifici programmi rivolti alle donne disabili (a Calcutta) fornendo supporto per un'adeguata assistenza sanitaria, visite specialistiche e fornitura di supporti ortopedici e per altri tipi di disabilità.
Promuove la sensibilizzazione e l'aggregazione, per eliminare la cultura discriminante e violenta in cui le donne sono costrette a vivere in molte parti del mondo.
È attiva in Italia con progetti specifici per contrastare la violenza contro le donne, per il recupero del rapporto con i figli che hanno assistito alla violenza, e per favorire l'inclusione sociale e lavorativa a donne non bancabili.
Lavora  a livello internazionale realizzando programmi di advocacy sui diritti di genere; è membro promotore della campagna Lavori in Corsa - 30 anni Cedaw per la promozione della Cedaw, la Convenzione Onu per l'eliminazione di ogni forma di discriminazione contro le donne.
È inoltre membro nel direttivo di RITMI, la Rete Italiana di Microfinanza.

## Progetti

### Progetti attivi
Fondazione Pangea Onlus è attualmente attiva in Afghanistan, India (West Bengal e Karnataka) e Italia. I progetti in corso sono:
Kabul – Afghanistan, progetto di microcredito Jamila,
Calcutta – India, progetto Donne Disabili,,
Koppal – India, progetto Cooperative,,
Sudafrica – progetto Umoja Ni Nguvu,
Italia -  progetti Pangeaprogettoitalia,, Microcredito,, Piccoli Ospiti,

### Progetti realizzati
Negli anni, ha realizzato progetti in: 
- Afghanistan (Don't touch my sister)
- Argentina (progetti Un pozzo per Suor Lucia, Con le mani in pasta)
- Brasile (progetto Un vestito che vale l'istruzione)
- Romania (progetto Una casa per ricominciare a vivere)
- Rep. Dem. del Congo (Makita, Nel mio intimo c'è la vita, Progetto Malaria, Progetto contro la violenza sessuale)
- Kenya (progetti Jimba, Bahari)
- India (progetti Chanderi, Butterflies, Assistenza legale per donne e minori, Nel mio intimo c'è la vita, Progetto Educazione)
- Nepal (progetto Sharma)